# Rue Bochart-de-Saron
Pour les articles homonymes, voir Bochart et Saron.
La rue Bochart-de-Saron est une voie du 9e arrondissement de Paris, en France.

## Situation et accès

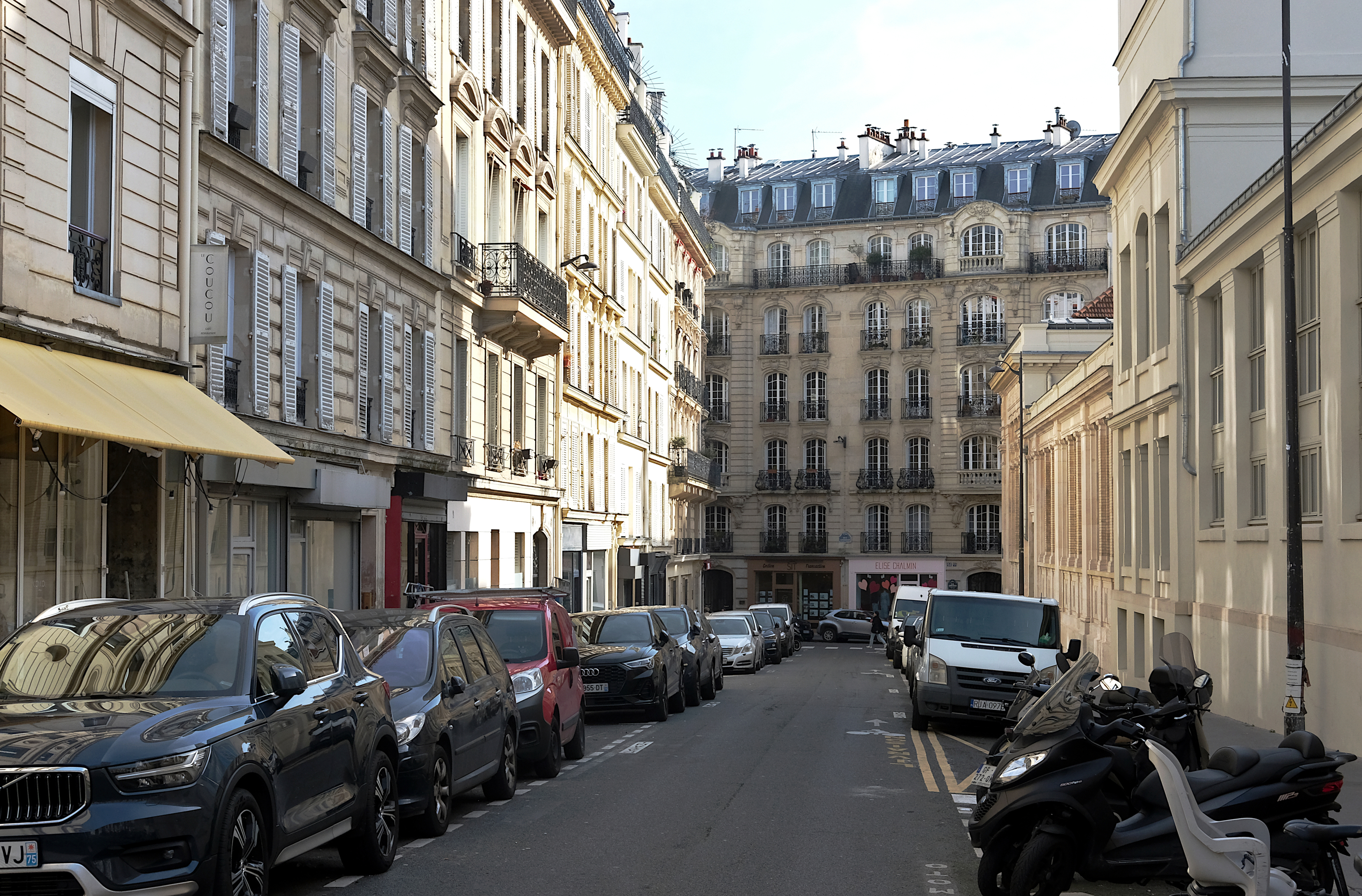
Partie basse de la rue Bochart-de-Saron : de l'avenue Trudaine à la rue Condorcet.

La rue Bochart-de-Saron est une voie publique située dans le 9e arrondissement de Paris. Elle débute au 52, rue Condorcet et se termine au 47, boulevard de Rochechouart.
Le quartier est desservi par la ligne 2 à la station Anvers.

## Origine du nom
Elle porte le nom du mathématicien et premier président au Parlement de Paris, Jean Baptiste Gaspard Bochart de Saron (1730-1794).

## Historique
La partie de la rue située entre l'avenue Trudaine et le boulevard de Rochechouart est ouverte par décision ministérielle du 29 mai 1821. Cette partie située du côté des numéros pairs marquait la limite des abattoirs de Montmartre. Ces derniers ont été détruits après la construction des abattoirs de La Villette, laissant place à la construction du collège puis lycée Rollin, rebaptisé en 1944 en lycée Jacques-Decour, qui deviendra le collège-lycée éponyme. La partie ouest de cet établissement (numéros pairs de la rue) permet des accès secondaires à l'établissement.
Par ordonnance 1833, la rue est alignée :
« Article 1 — Sont arrêtés ainsi qu'ils sont tracés sur les plans ci-annexés, conformément aux procès-verbaux des points de repère transcrits sur les dits plans, les alignements des voies publiques de Paris ci-après désignées, savoir : rues Beauregard, Bellefond, Bergère, Bleue, Bochard-de-Saron, de la Boule-Rouge, Buffault, Coquenard, Cretet, Montholon, Papillon, Pétrelle prolongée, Ribouté, Richer, Turgot, avenue Trudaine.
Article 2 — Il sera procédé conformément aux lois et règlements en vigueur, ou tout ce qui pourra concerner soit les réparations d’entretien, soit la démolition, pour cause de vétusté, des bâtiments qui excèdent les alignements ainsi arrêtés, soit les terrains à occuper par la voie publique ou par les particuliers, soit enfin les indemnités qui seront dues de part et d'autre pour la cession de ces terrains.
Article 3 — Notre ministre secrétaire d’État au département du commerce et des travaux publics est chargé de l'exécution de la présente ordonnance.
Donné au palais des Tuileries, le 23 août 1833.
Signé : Louis-Philippe Ier. »
La partie de la rue située entre la rue Condorcet et l'avenue Trudaine a été ouverte par décret du 19 décembre 1860.
L'angle rue Bochart-de-Saron et avenue Trudaine, pourrait être l'endroit où en 1887 Augustin Le Prince a tourné le premier film de tous les temps, connu sous la désignation de Man Walking Around a Corner.

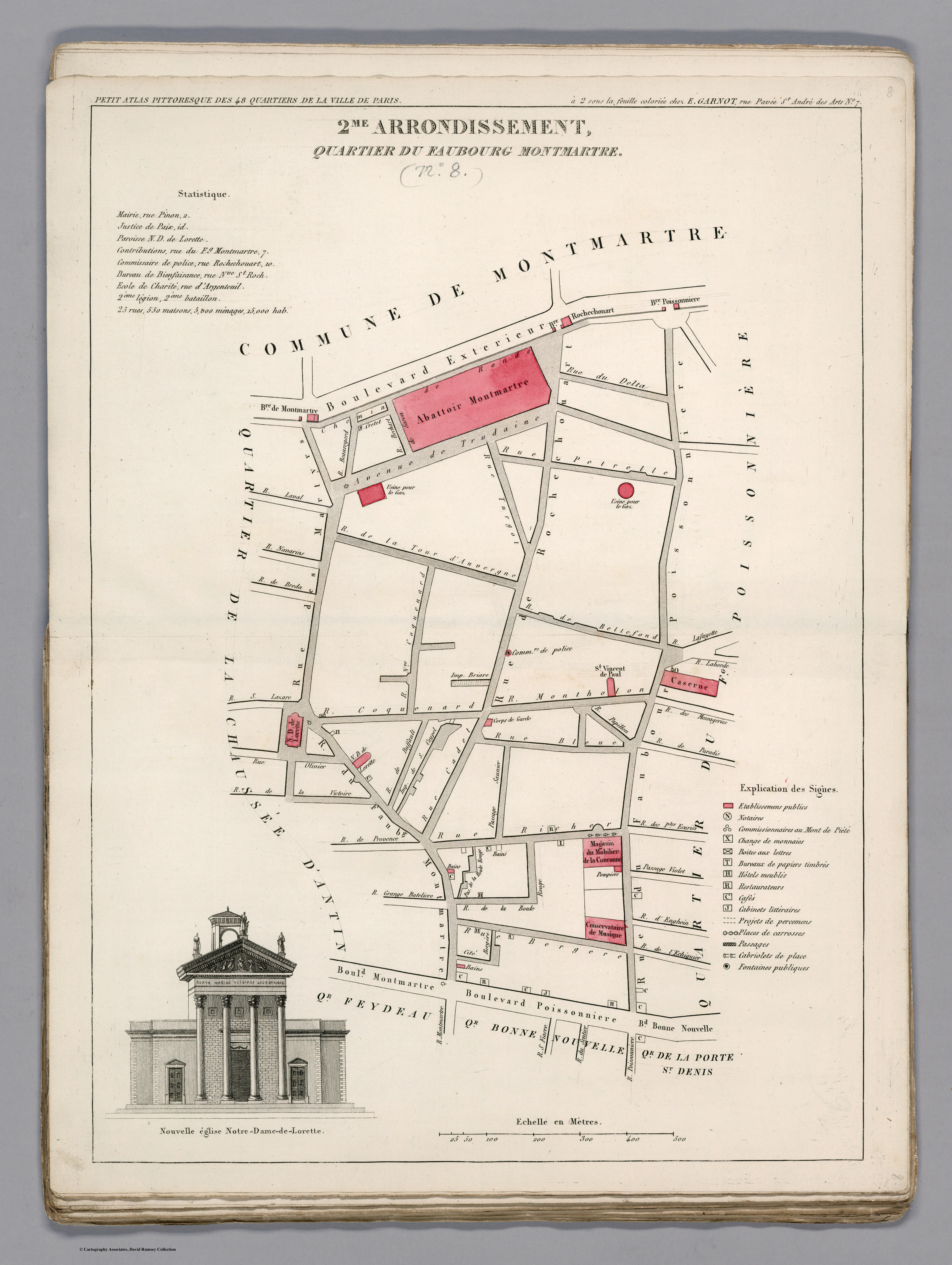
Plan du quartier du Faubourg Montmartre dans l'ancien 2e arrondissement en 1834.

## Bâtiments remarquables et lieux de mémoire
- No 9 : immeuble construit en 1860 par le peintre Pierre Eugène Maison et destiné aux artistes[3], Julien Duvocelle, Louise Émilie Gallet-Levadé, Georges-Frédéric Rötig, Eugène Lavieille (1820-1889) et sa fille Marie Ernestine Lavieille (1852-1937)[4] y ont tenu leur atelier.